# Alleanza del 14 marzo
L’Alleanza del 14 Marzo è una coalizione politica libanese anti-siriana. Il nome della coalizione allude alla data delle manifestazioni avvenute il 14 marzo del 2005 con la presenza militare siriana in Libano, nel corso della Rivoluzione dei cedri.
Infatti i partiti che formano questa coalizione, pur avendo ideologie diverse tra di loro, sono stati accomunati dall'opposizione all'occupazione siriana nel Paese. Si contrappone all'Alleanza dell'8 marzo filo-siriana.
Alle elezioni del 2009 hanno ottenuto 50 seggi, in quelle del 2018 scesi a 48.

## Partiti membri
| Partito                              | Nome in arabo                                                      | Ideologia                                                  | Base demografica prevalente | Seggi in Parlamento (dopo le elezioni del 2009) | Seggi in Parlamento (dopo le elezioni del 2018) |
| ------------------------------------ | ------------------------------------------------------------------ | ---------------------------------------------------------- | --------------------------- | ----------------------------------------------- | ----------------------------------------------- |
| Movimento Indipendenza               | Harakat el Istiklel حركة الإسنقلال                                 | Conservatorismo Nazionalismo libanese                      | Maroniti                    | 0                                               | 1                                               |
| Movimento del Futuro                 | Tayyar Al Mustaqbal تيار المستقبل                                  | Liberalismo conservatore                                   | Sunniti                     | 26                                              | 20                                              |
| Forze Libanesi                       | al-quwāt al-lubnāniyah القوات اللبنانية                            | Cristianesimo democratico Nazionalismo libanese            | Maroniti                    | 8                                               | 15                                              |
| Falangi Libanesi                     | Hizb al-Kataeb al-Lubnāniyya حزب الكتائب اللبنانية                 | Nazionalismo libanese Conservatorismo nazionale            | Maroniti                    | 5                                               | 3                                               |
| Partito Nazionale Liberale           | حزب الوطنيين الأحرار                                               | Liberalismo Nazionalismo liberale Conservatorismo liberale | Cristiani                   | 1                                               | 0                                               |
| Partito Socialdemocratico Hunchakian | Hizb al-Henchag حزب الهنشاق (حزب الهنشاق الديمقراطي الإجتماعي)     | Socialdemocrazia                                           | Armeni                      | 2                                               | 0                                               |
| Partito Liberale Democratico Armeno  | Hizb al-Ramgavar حزب الرمغفار (الحزب الديمقراطي الليبرالي الأرمني) | Liberalismo                                                | Armeni                      | 1                                               | 0                                               |
| Movimento della sinistra democratica | Harakat Al-Yassar ll-Dimoqrati حركة اليسار الديمقراطي              | Socialismo democratico Socialdemocrazia                    | Non confessionale           | 1                                               | 0                                               |
| Gruppo Islamico                      | Al-Jamaa Al-Islamiya الجماعة الإسلامية                             | Islam                                                      | Sunniti                     | 1                                               | 0                                               |
| Partito Socialista Progressista      | al-Ḥizb al-Taqaddumi al-Ishtirākī الحزب التقدمي الاشتراك           | Socialdemocrazia Socialismo arabo                          | Drusi                       | 10                                              | 9                                               |
| Blocco Nazionale                     | Hizb al-Kitla al-Wataniya حزب الكتلة الوطنية                       | Conservatorismo Nazionalismo libanese                      | Maroniti                    | 0                                               | 0                                               |
| Movimento Sciita Libero              | Tayyar el-Shi'i el-Horr التيار الشيعي الحرّ                         | Movimenti liberali nell'islam                              | Sciiti                      | 0                                               | 0                                               |
| Unione Siriaca del Libano            | Hizb al Ittihad al Siryāni حزب الاتحاد السرياني                    | Nazionalismo assiro                                        | Assiri                      | 0                                               | 0                                               |
| Partito Shuraya                      | Hizb Al-Shurāya                                                    | Nazionalismo aramaico                                      | Assiri                      | 0                                               | 0                                               |
| Partito della Pace Libanese          | Hizb as-Salām al-Lubnāny حزب السلام اللبناني                       | Pacifismo                                                  | Non confessionale           | 0                                               | 0                                               |
| Indipendenti                         |                                                                    | Antisiriani                                                | Varie                       | 0                                               | 3                                               |